# Kormányármány
A Kormányármány (Let Go, Let Gov) a South Park című amerikai animációs sorozat 238. része (a 17. évad 1. epizódja). Elsőként 2013. szeptember 25-én sugározták az Egyesült Államokban. Magyarországon 2013. december 24-én mutatta be a magyar Comedy Central.
Ennek az epizódnak a középpontjában a 2013-as nagy megfigyelési botrány áll, a történet alapján Cartman az, aki Edward Snowdenhez hasonló szerepbe kerülve nyomoz. Ettől a résztől kezdve a sorozat új nyitó képsorokat kapott, már nem a korábbi részekből összevágott jelenetek láthatóak benne, hanem félig háromdimenziósan ábrázolva South Park városának egyes helyszínei.

## Cselekmény
|  | Alább a cselekmény részletei következnek! |

Kyle-nak nagyon elege van belőle, hogy Cartman egyfolytában kihangosítva, nagyon hangosan telefonál, miközben folyamatosan azt hangoztatja, hogy a kormány be akar avatkozni a magánéletükbe. Mikor ezt megmondja neki, Cartman közli vele, hogy megsértette a magánszféráját, és azt gyanítja, hogy Kyle a nemzetbiztonság (NSA) ügynöke. Kijelentését, miszerint a kormány mindent megfigyel, Butters túl komolyan veszi, és úgy kezd el fohászkodni és imádkozni a kormányhoz, mint ahogy Istenhez tenné.
Cartman (aki az epizódban egész végig hangosan beszél másokkal mindenről) azt gyanítja, hogy a kormány biztosan megfigyeli őt, ezért kitalálja, hogy munkát szerez az NSA-nél, és minden titkukat kitweeteli. Ám mivel szerinte a Twitter nem elég biztonságos, egy másik oldalt keres. Regisztrál a Shitterre, amit Alec Baldwin reklámoz: ez gépelés nélkül, pusztán az ember gondolatait rögzítve posztol. Ezalatt Butters elmegy a Coloradói Gépjárműhivatalba, hogy meggyónja a bűneit az egyik ügyintézőnek. Később aztán Jehova Tanúi látogatják meg őt, akiket meggyőz a saját hitéről, és már hárman kezdik el terjeszteni az új igét. Végül egyre több ember jelenik meg a gépjárműhivatalban, hogy gyónjon.
Cartman beépül Bill Clinton álnéven a Nemzetbiztonsági Hivatalba. Felveszik, hogy ő is figyelje az üzenetváltásokat és telefonos beszélgetéseket. Döbbenten fedezi fel, hogy őt meg sem figyelik, mert a központi számítógép kövérnek és jelentéktelennek sorolta be. Sikertelenül próbálja meggyőzni a főnökét, hogy Eric Cartman komoly fenyegetés, ugyanis a központi számítógép tévedhetetlen. A központi számítógép azonban nem más, mint a Mikulás, akit foglyul ejtettek. Cartman ekkor leleplezi magát és közli, hogy világgá kürtöli, amit megtudott.
Óriásit csalódik, amikor megtudja, hogy a világon senkit sem érdekel, amit kiderített. Butters vigasztalja meg őt, aki elviszi a Gépjárműhivatalba. Az ott dolgozók, akik egyébként az ügyintéző állampolgárok szivatásáért éltek, rájönnek, látva a boldog hívők tömegét, hogy talán ők is megváltozhatnának. Nem sokkal ezután aztán bemondják a hírekben, hogy bezárták a Gépjárműhivatalt, mert kisfiúk megrontásával vádolták meg őket. A bezárás után az amerikaiak a legközelebbi postahivatalban gyónhatták meg bűneiket, de csak addig, amig őket is be nem zárták ugyanezért. A hírolvasó bemondja, hogy ezután nem gyónhatnak másnak és kérhetnek mástól útmutatást, csak a helyi híradótól. A műsort azzal zárja: "a helyi híradó rögtön folytatódik, egy kisfiú múlva".

## Forráshivatkozások
1. ↑  Cartman Infiltrates the NSA on the 17th Season Premiere of ‘South Park’ on Wednesday September 25 - Ratings | TVbytheNumbers. web.archive.org, 2013. szeptember 29. [2013. szeptember 29-i dátummal az eredetiből archiválva]. (Hozzáférés: 2023. november 23.)
2. ↑  South Park casts Eric Cartman in the role of Edward Snowden for its first episode since November (angol nyelven). The A.V. Club, 2013. szeptember 25. (Hozzáférés: 2023. november 23.)